# 代斯兰
代斯兰（法語：Desseling，法語發音：[dɛslɛ̃]；洛林语：Desselé）是法国摩泽尔省的一个市镇，属于萨尔堡-萨兰堡区。

## 地理
代斯兰（48°47'5"N, 6°50'39"E）面积5.05 平方千米，位于法国大東部大區摩泽尔省，该省份为法国东北部内陆省份，是洛林的一部分，西南接默尔特-摩泽尔省，东临下莱茵省，北与卢森堡和德国接壤。
与代斯兰接壤的市镇（或旧市镇、城区）包括：阿斯农库尔、贝勒福雷、弗里堡、盖尔芒日。

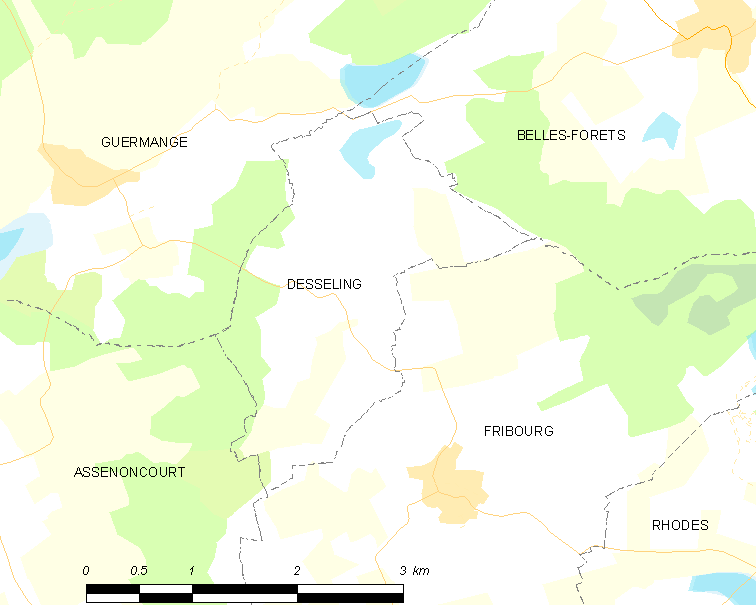
代斯兰的OSM定位图

代斯兰的时区为UTC+01:00、UTC+02:00（夏令时）。

## 行政
代斯兰的邮政编码为57260，INSEE市镇编码为57173。

## 政治
代斯兰所属的省级选区为萨尔堡县。

## 人口

1962-2008年间代斯兰人口变化图示

代斯兰于2022年1月1日时的人口数量为99人。